# مستوى مستعرض

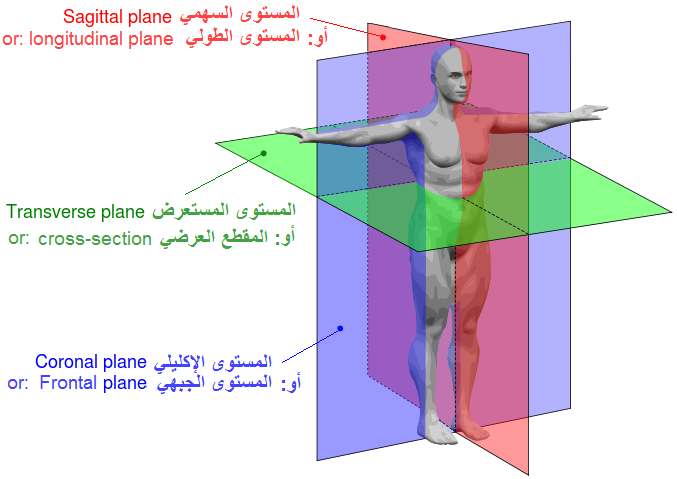
المستوى المستعرض باللون الأخضر

المستوى المستعرض أو المستوى الأفقي (بالإنجليزية: Transverse plane)‏ أو (بالإنجليزية: Horizontal plane)‏ هو أحد مستويات الجسم الذي يستخدم في وصف موقع أجزاء الجسم وعلاقتها ببعضها البعض. وهو مستوى أفقي مستعرض يقسم الجسم إلى جزئين علوي (Upper) وسفلي (Lower)، ويكون إسقاطه عامودياً على المستوى السهمي والمستوى الإكليلي .